# Scott Patterson (acteur)
Pour les articles homonymes, voir Patterson.
Scott Gordon Patterson, né le 11 septembre 1958 à Philadelphie, Pennsylvanie est un acteur américain.

## Biographie
Connu notamment pour son rôle de Luke Danes dans la série télévisée Gilmore Girls, il est également apparu dans la série de films Saw, dans laquelle il interprète l'agent Peter Strahm.
Il fut d'abord joueur de baseball professionnel, en activité de 1980 à 1986.
En 2009, il joue le rôle de Finn Court, le père de Liam dans la saison 2 de la serie 90210 le temps de 2 episodes. Patterson a joué le rôle de Michael Buchanan dans la série dramatique NBC The Event, qui a débuté le 20 septembre 2010. Son personnage a été tué dans l'épisode 18,. En 2016, Patterson a repris son rôle de Luke Danes dans la minisérie de reprise de Gilmore Girls: Une année dans la vie, diffusée sur Netflix le 25 novembre 2016.

## Vie privée
Il est sorti avec Kristin Soryan et a divorcé d'un mannequin du nom de Sheryl Finley.[réf. nécessaire]

## Filmographie
| Année       | Film / Série                       | Rôle                     | Réalisateur                         |
| ----------- | ---------------------------------- | ------------------------ | ----------------------------------- |
| 1994        | Little Big League                  | Mike McGrevey            | Andrew Scheinman                    |
| 1995        | Seinfeld                           | Billy                    | (saison 7, épisode 9) Andy Ackerman |
| 2000 - 2007 | Gilmore Girls                      | Luke Danes               | Amy Sherman-Palladino               |
| 2005        | Her Best Move                      | Gil Davis                | Norm Hunter                         |
| 2007        | Saw IV                             | Peter Strahm             | Darren Lynn Bousman                 |
| 2008        | Saw V                              | Peter Strahm             | David Hackl                         |
| 2009        | Saw VI                             | Peter Strahm (flashback) | Kevin Greutert                      |
| 2009        | 90210                              | Finn Court               | Rob Thomas                          |
| 2010        | The Event                          | Michael Buchanan         | Nick Wauters (créateur)             |
| 2011        | Les Experts : Miami                | Brendon Dwyer            | (Saison 10, épisode 5)              |
| 2012        | Rendez-vous à Noël                 | Tom                      | Rachel Goldenberg                   |
| 2016        | Gilmore Girls : Une nouvelle année | Luke Danes               | Amy Sherman-Palladino               |
| 2018        | Batman: Gotham by Gaslight         | James Gordon             | Sam Liu                             |
| 2023        | Sullivan's Crossing                | Harry « Sully » Sullivan | Roma Roth                           |